# 4797 Ako
4797 Ako este un asteroid din centura principală, descoperit pe 30 septembrie 1989 de Toshiro Nomura și Koyo Kawanishi.